# Cassis abbotti
Cassis abbotti is een slakkensoort uit de familie van de Cassidae. De wetenschappelijke naam van de soort is voor het eerst geldig gepubliceerd in 1988 door Bouchet.